# NGC 7413
NGC 7413 (другие обозначения — PGC 69997, MCG 2-58-35, ZWG 430.29, NPM1G +12.0574) — галактика в созвездии Пегас.
Этот объект входит в число перечисленных в оригинальной редакции «Нового общего каталога».